# Lega Nazionale C 1996 (football americano)
La Lega Nazionale C 1996 è stata la 2ª edizione del campionato di football americano di terzo livello, organizzato dalla SAFV.

## Squadre partecipanti
| Club              | Città     | Stadio | Sponsor ufficiale | Risultato nella stagione 1995         |
| ----------------- | --------- | ------ | ----------------- | ------------------------------------- |
| La Côte Scorpions | Gland     |        |                   |                                       |
| Monthey Rhinos    | Monthey   |        |                   | Secondo posto Aufbauliga Girone Ovest |
| Olten River Rats  | Olten     |        |                   |                                       |
| Schaffhausen Rams | Sciaffusa |        |                   | Terzo posto Aufbauliga Girone Ovest   |

## Stagione regolare

### Calendario

#### 1ª giornata
| 14 aprile 1996 | La Côte Scorpions | 0 – 57 | Monthey Rhinos |  |

#### 2ª giornata
| 21 aprile 1996 | Monthey Rhinos | 30 – 0 | Schaffhausen Rams |  |

| 21 aprile 1996 | Olten River Rats | 0 – 57 | La Côte Scorpions |  |

#### 3ª giornata
| 28 aprile 1996 | Schaffhausen Rams | 13 – 42 | La Côte Scorpions |  |

#### 4ª giornata
| 5 maggio 1996 | Schaffhausen Rams | 20 – 0 | Olten River Rats |  |

#### 5ª giornata
| 12 maggio 1996 | Monthey Rhinos | 12 – 0 | La Côte Scorpions |  |

| 12 maggio 1996 | Olten River Rats | 13 – 13 | Schaffhausen Rams |  |

#### 6ª giornata
| 19 maggio 1996 | La Côte Scorpions | 32 – 0 | Olten River Rats |  |

| 19 maggio 1996 | Schaffhausen Rams | 3 – 26 | Monthey Rhinos |  |

#### 7ª giornata
| 2 giugno 1996 | La Côte Scorpions | 12 – 0 | Schaffhausen Rams |  |

| 2 giugno 1996 | Monthey Rhinos | 22 – 0 | Olten River Rats |  |

#### 8ª giornata
| 9 giugno 1996 | Olten River Rats | 19 – 20 | Monthey Rhinos |  |

### Classifica
La classifica della regular season è la seguente:
- PCT = percentuale di vittorie, G = partite giocate, V = partite vinte, N = partite pareggiate, P = partite perse, PF = punti fatti, PS = punti subiti
- La qualificazione ai playoff è indicata in verde

| Pos. | Squadra           | PCT   | G | V | N | P | PF  | PS  |
| ---- | ----------------- | ----- | - | - | - | - | --- | --- |
| 1    | Monthey Rhinos    | 1.000 | 6 | 6 | 0 | 0 | 167 | 22  |
| 2    | La Côte Scorpions | .667  | 6 | 4 | 0 | 2 | 143 | 82  |
| 3    | Schaffhausen Rams | .250  | 6 | 1 | 1 | 4 | 49  | 123 |
| 4    | Olten River Rats  | .083  | 6 | 0 | 1 | 5 | 32  | 164 |

## Playoff
| 7 luglio 1996 | La Côte Scorpions | 0 – 57 | Winterthur Warriors |  |

| 7 luglio 1996 | Monthey Rhinos | 36 – 0 | Wohlen Thunderbirds |  |

## Verdetti
- Monthey Rhinos Campioni Lega Nazionale C 1996